# Katarzyna Kłys
Katarzyna Kłys (nacida como Katarzyna Piłocik, Bielsko-Biała, 23 de abril de 1986) es una deportista polaca que compite en judo. Ganó una medalla de bronce en el Campeonato Mundial de Judo de 2014 y dos medallas de plata en el Campeonato Europeo de Judo, en los años 2007 y 2012.

## Palmarés internacional
| Campeonato Mundial | Campeonato Mundial  | Campeonato Mundial | Campeonato Mundial |
| Año                | Lugar               | Medalla            | Categoría          |
| ------------------ | ------------------- | ------------------ | ------------------ |
| 2014               | Cheliábinsk (Rusia) | Medalla de bronce  | –70 kg             |
| Campeonato Europeo |                     |                    |                    |
| Año                | Lugar               | Medalla            | Categoría          |
| 2007               | Belgrado (Serbia)   | Medalla de plata   | –70 kg             |
| 2012               | Cheliábinsk (Rusia) | Medalla de plata   | –70 kg             |